# Laurent Grandguillaume

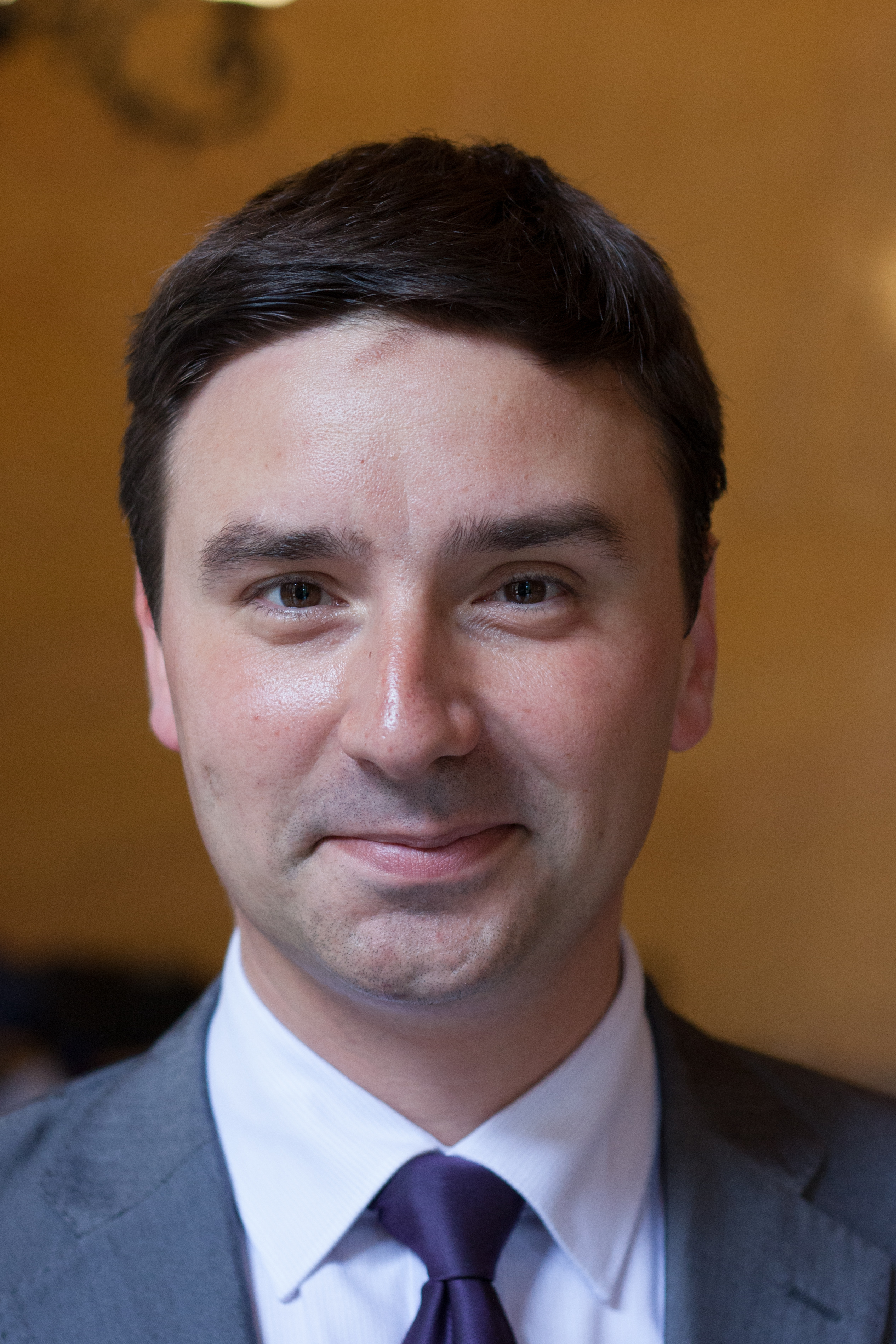
Laurent Grandguillaume, 2012

Laurent Grandguillaume (* 20. Januar 1978 in Besançon) ist ein französischer Politiker. Er ist seit 2012 Abgeordneter der französischen Nationalversammlung.
Grandguillaume studierte in Dijon Wirtschaftswissenschaften und erlangte einen Masterabschluss. Ab 2001 arbeitete er für François Rebsamen, den Bürgermeister von Dijon. 2003 wurde er in den nationalen Rat der Parti socialiste, der er 1996 beigetreten war, gewählt. Im Jahr 2008 wurde er stellvertretender Bürgermeister von Dijon und zog zudem in den Generalrat des Départements Côte-d’Or ein. Bei den Parlamentswahlen 2012 kandidierte er erfolgreich im ersten Wahlkreis des Départements und zog in die Nationalversammlung ein. Im selben Jahr wurde er zu einem stellvertretenden Sekretär der PS und damit ins nationale Büro der Partei gewählt.